# Rye (Town, New York)
|  | Dieser Artikel wurde aufgrund von inhaltlichen Mängeln auf der Qualitätssicherungsseite des Projektes USA eingetragen. Hilf mit, die Qualität dieses Artikels auf ein akzeptables Niveau zu bringen, und beteilige dich an der Diskussion! Eine nähere Beschreibung der zu behebenden Mängel fehlt. |

Die Town of Rye liegt im Westchester County im amerikanischen Bundesstaat New York. Sie ist nicht zu verwechseln mit der City of Rye im gleichen County.
Das U.S. Census Bureau ermittelte bei der Volkszählung 2020 eine Einwohnerzahl von 49.613.
Zur Town gehören die Dörfer (Villages) Port Chester und Rye Brook.

## Persönlichkeiten
- Benjamin Morrell (1795–1839), Segelkapitän und Forscher
- Raymond E. Baldwin (1893–1986), Politiker, Gouverneur von Connecticut
- Ogden Nash (1902–1971), Lyriker
- Frank Beetson junior (1905–1990), Kostümbildner und Kostümberater
- Marta Eggerth-Kiepura (1912–2013), Sängerin und Schauspielerin
- Lex Barker (1919–1973), Schauspieler
- Liz Sheridan (1929–2022), Schauspielerin
- David Morris Lee (* 1931), Physiker und Nobelpreisträger
- Diana Millay (1935–2021), Schauspielerin
- Roger Allers (* 1949), Filmregisseur, Drehbuchautor und Animator
- Christopher Atkins (* 1961), Schauspieler
- Justine Bateman (* 1966), Schauspielerin
- Glenn Florio (1967–2020), Ruderer
- Daniel Zelman (* 1967), Schauspieler, Drehbuchautor und Produzent
- Jason Bateman (* 1969), Schauspieler
- Justin Henry (* 1971), Filmschauspieler
- Kimberly Williams-Paisley (* 1971), Schauspielerin, Regisseurin, Filmproduzentin, Drehbuchautorin und Schriftstellerin
- Greg Berlanti (* 1972), Fernsehproduzent, Drehbuchautor und Regisseur
- Jennie Snyder Urman (* 1975), Fernsehproduzentin und Drehbuchautorin
- James Sands (* 2000), Fußballspieler
- Will Sands (* 2000), Fußballspieler